# 黄正襄
黄正襄（1923年—2018年8月16日），男，汉族，台湾淡水人，中国画家。

## 家族
祖父黄玉柱为清末台湾画家。父亲黄宗鼎（彦威）为北京市文史研究馆馆员。兄黄畲、侄子黄均为中央文史研究馆馆员。